# Куталмыш, Эмре
Эмре Куталмыш (туркм. Emre Kutalmış Ateşli; род. 1 января 2001, Токат) — турецкий тхэквондист, член сборной Турции. Призёр чемпионатов мира, чемпион Европы 2022 года.

## Карьера
С 2015 года Эмре Куталмыш выступает на международных соревнованиях по тхэквондо. В 2015 году выиграл серебряную медаль в весовой категории свыше 65 кг на чемпионате Европы среди кадетов, который проходил в Страсбурге. В 2017 году на юношеском чемпионате Европы в Ларнаке стал чемпионом. В 2018 году на юношеском чемпионате мира в Хаммамете стал чемпионом. На чемпионатах Европы среди молодёжи 2018 и 2019 годов становился чемпионом. 
В 2022 году на чемпионате Европы в Манчестере по тхэквондо стал чемпионом в весовой категории свыше 87 кг. В финале он победил спортсмена из Испании Ивана Гарсию. 
В 2023 году на чемпионате мира, который состоялся в Баку, в категории свыше 87 кг, Эмре стал обладателем бронзовой медали. В финальную схватку его не пустил спортсмен из Мексики Карлос Сансорес.